# Nový Arbat
Nový Arbat (rusky улица Новый Арбат) je ulice v centru Moskvy. Ulice začíná na Arbatském náměstí, pokračuje dále na západ, a končí u Krasnopresněnského nábřeží. Dále tímto směrem pokračuje Kutuzovský prospekt.
Ulice vznikla v 60. letech 20. století, a byla známá též pod názvem Kalininská třída. Vzniklo zde mnoho výškových budov, převážně paneláků.